# Saudades do Brasil
Saudades do Brasil (1920), Op. 67, são uma Suíte de 12 danças para piano pelo compositor francês Darius Milhaud. Criada após uma visita de Darius à América Latina em 1917-1918, cada dança é baseada em um tango duplo ou samba e é batizada com o nome de algum bairro do Rio de Janeiro ou o nome de alguma outra cidade brasileira. O trabalho é notório por sua politonalidade embora algumas seções também possam ser consideradas tonalidades estendidas ou "cor harmônica".

## Estrutura
1. Sorocaba (dedicada a Madame Regis de Oliveira)
2. Botafogo (dedicada a Oswald Guerra)
3. Leme (dedicada a Nininha Velloso-Guerra)
4. Copacabana (dedicada a Godofredo Leão Velloso)
5. Ipanema (dedicada a Arthur Rubinstein)
6. Gavea (dedicada a Madame Henrique Oswald)
7. Corcovado (dedicada a Madame Henri Hoppenot)
8. Tijuca (dedicada a Ricardo Viñes)
9. Sumare (dedicada a Henri Hoppenot)
10. Paineras (dedicada a La Baronne Frachon)
11. Laranjeiras (dedicada a Audrey Pann)
12. Paiçandu (dedicada a Paul Claudel)